# Mohamed Heriat
Mohamed Heriat (en arabe محمد هريات ) est un footballeur algérien né le 25 août 1989 à Biskra. Il évolue au poste de milieu défensif au MCB Oued Sly.
Il est le frère du footballeur Hamza Heriat.

## Biographie
Mohamed Heriat évolue en première division algérienne avec les clubs du CR Belouizdad, de l'Olympique de Médéa et de l'AS Aïn M'lila.

## Palmarès
| CR Belouizdad - Coupe d'Algérie (1) : - Vainqueur : 2016-17. - Supercoupe d'Algérie : - Finaliste : 2017. |  | Olympique de Médéa - Championnat d'Algérie D2 (1) : - Champion : 2015-16. |